# Naturschutzgebiet Wälder bei Cappenberg-West
Das Naturschutzgebiet Wälder bei Cappenberg-West liegt im Kreis Unna in Nordrhein-Westfalen.

## Gebietsbeschreibung
Das aus drei Teilgebieten bestehende etwa 253 ha große Gebiet, das im Jahr 2007 unter der Schlüsselnummer UN-050 unter Naturschutz gestellt wurde, erstreckt sich zu beiden Seiten der Landesstraße L 810 nordwestlich und südwestlich von Cappenberg, einem Ortsteil der Stadt Selm. Das südliche Teilstück erstreckt sich auf Lüner Gebiet und reicht über den Struckmannsberg bis zum Kommunalfriedhof Lünen-Altlünen.

## Schutzziele und Maßnahmen
Schutzziel ist die Erhaltung, Herstellung und Entwicklung überregional bedeutsamer Biotope seltener und gefährdeter sowie landschaftsraumtypischer Tier- und Pflanzenarten innerhalb eines großflächigen Waldkomplexes mit Buchen- und Eichen-Hainbuchenwäldern unter weitest möglicher Schonung bzw. Förderung der entsprechenden Krautschicht sowie im Zusammenhang mit dem Wald stehender schutzwürdiger Bachläufe und Quellbereiche; • der natürlichen Entwicklung überlassen • Grundwasserstand regeln • Holzlagerplatz anlegen • lebensraumtypische Baumarten fördern • Naturverjüngung lebensraumtypischer Gehölze fördern • Seilzug einsetzen • Totholz erhalten.